# Kaposgyarmat
Kaposgyarmat è un comune dell'Ungheria di 127 abitanti (dati 2001) situata nella contea di Somogy, nell'Ungheria centro-occidentale.